# Roverè Veronese
Roverè Veronese – miejscowość i gmina we Włoszech, w regionie Wenecja Euganejska, w prowincji Werona.
Według danych na rok 2004 gminę zamieszkiwały 2083 osoby, 57,9 os./km².